# Robert Merz
Robert Merz   (Viena, 25 de novembre de 1887 - Poturzyn, 30 d'agost de 1914) és un exfutbolista austríac de la dècada de 1910.
Fou tretze cops internacional amb la selecció austríaca amb la qual participà en els Jocs Olímpics d'Estiu de 1912. Pel que fa a clubs, defensà els colors de Wiener SV i DFC Prag. Va morir durant la Primera Guerra Mundial, amb només 26 anys.